# Sihoť
Sihoť je chráněný areál v bratislavských katastrálních územích Devín a Karlova Ves v okrese Bratislava IV v Bratislavském kraji. Území bylo vyhlášeno v roce 2012 a jeho rozloha je 234,91 hektaru. Předmětem ochrany jsou biotopy vrbovo-topolových lužních lesů, dubovo-jilmovo-jasanových lužní lesů, přirozených eutrofních a mezotrofních stojatých vod s plovoucí a ponořenou vegetací a nížinné až horské vodní toky.